# Dudley Morgan
Dudley J. Morgan (Buenos Aires, Argentina, 25 de agosto de 1945) es un exrugbista argentino. Formó parte de la selección argentina de rugby  entre los años 1967 a 1972. Se desempeñaba en la posición de fullback.
Se desempeñó en el club argentino Old Georgian, junto a sus hermanos Miguel y Eduardo. En su paso por Los Pumas, participó del equipo que enfrentó al combinado de Oxford & Cambridge en su gira por Argentina en 1971. Su debut con la camiseta nacional fue el 30 de septiembre de 1967 contra el seleccionado de Chile con victoria albiceleste por 18-0.